# Game Network
G@me Network fu un canale satellitare dedicato al mondo dei videogiochi,
di proprietà del gruppo Digital Bros ed attivo in Italia e nel Regno Unito tra il 1999 e il 2006.

## Storia
Il canale fu lanciato il 17 settembre 1999; trasmetteva programmi di diverso genere ma correlati ai videogiochi ed ai videogiocatori. Pur essendo un canale free to air liberamente ricevibile in gran parte del continente europeo, fu popolarizzato dalla sua inclusione nelle piattaforme Tele+ e Stream, confluite in Sky nel 2003.
Analoghe furono le opzioni di accesso nel Regno Unito per l'edizione inglese, lanciata l'8 maggio 2001 ed inclusa nella piattaforma BSkyB. Essa raggiungerà a febbraio 2003 un'audience stimata di 610000 spettatori per settimana.
Il 17 settembre 2005, in seguito ad alcune scelte aziendali di Digital Bros, la versione italiana del canale terminò le proprie programmazioni, mentre quella britannica venne chiusa definitivamente il 27 febbraio 2006, quando fu ceduta al gruppo Cellcast e sostituita da un canale softcore chiamato Babestation, già nome di un analogo programma lì trasmesso fuori dalla fascia protetta.
In Italia Babestation fu trasmesso per un breve periodo ma non venne proseguito, contrariamente all'edizione inglese, che fu trasmessa fino a metà 2018 e continua nel 2025 ad esistere come sito web.

## Conduttori
Tra parentesi i nickname utilizzati in chat.
- Andrea Livio
- Bettina Pieri[11]
- Daniele Grano (Joker)
- Filippo Massaro
- Guido Pasolino (Paso)
- Marco Jetti[11]
- Marco Mottura (Mdk7)
- Marthe Lindholt
- Michela Catroppa (Miky)
- Valeria Porucci (Vale)

## Programmi

### Italia
- Electric Playground[12]
- Full Screen Chat,[12] già GN On Air[10] (chat a schermo via SMS partecipata e moderata dai presentatori)[13]
- Game Clip (video musicali autoprodotti dai GJ[14] sincronizzando canzoni e scene di gameplay)
- Game Guru (trucchi e strategie richieste dagli spettatori via SMS)[12]
- Game or Alive (talk show sui videogiochi)[12]
- GamePlay (trucchi e strategie)[12]
- Gaming Soon (trailer di nuovi giochi)[12]
- Lucky Review (recensioni approfondite)[10]
- Preview 3 (trailer di nuovi giochi)[10]
- Retromania (retrogaming)[11]
- Start (compilation di scene cinematiche tratte da videogiochi)[12]
- Videogame Quiz (telequiz in diretta tra gli spettatori via SMS)[12]